# Gyldenstolpia
Gyldenstolpia (Pardiñas, D'Elia & Teta, 2009) è un genere di roditori della famiglia dei Cricetidi.

## Etimologia
Il genere è stato dedicato allo zoologo svedese Nils Gyldenstolpe.

## Descrizione

### Dimensioni
Al genere Gyldenstolpia appartengono roditori di grandi dimensioni, con lunghezza della testa e del corpo tra 160 e 205 mm, la lunghezza della coda tra 75 e 118 mm e un peso fino a 139 g.

### Caratteristiche craniche e dentarie
Il cranio è robusto, il rostro è moderatamente lungo. I fori palatali sono lunghi e stretti. Gli incisivi superiori sono arancioni, lisci e ortodonti, ovvero con le punte rivolte verso il basso. I molari hanno la corona alta.
Sono caratterizzati dalla seguente formula dentaria:

### Aspetto
Il corpo è robusto ed adattato ad una vita parzialmente fossoria. La pelliccia è corta ed ispida. Le parti dorsali variano dal marrone scuro al bruno-grigiastro spesso con dei riflessi verdastri, mentre le parti ventrali sono bianco-grigiastre. Le orecchie sono piccole e rotonde. Le piante dei piedi sono prive di peli e provviste di sei cuscinetti carnosi. La coda è lunga circa la metà della testa e del corpo, è uniformemente scura ed è ricoperta di piccole scaglie, ognuna fornita di tre peli. Le femmine hanno quattro paia di mammelle.

## Distribuzione
Il genere è ristretto al Brasile meridionale e all'Argentina nord-orientale.

## Tassonomia
Il genere comprende 2 specie:
- Gyldenstolpia fronto
- Gyldenstolpia planaltensis

Fino al 2009 le due specie erano incluse nel genere Kunsia.